# Lilla Iglekärr, Västergötland
Lilla Iglekärr är en sjö i Ale kommun i Västergötland och ingår i Göta älvs huvudavrinningsområde. Sjön är delad mellan naturreservaten Ekliden och Iglekärr i vildmarksområdet Risveden och avvattnas av Ryks bäck som rinner ut i Grönån strax sydväst om byn Ryk.